# Dietrich Rolle
Dietrich Rolle (* 18. Mai 1929 in Breslau; † 22. Juli 2008 in Mainz) war ein deutscher Anglist, Literaturwissenschaftler und Hochschullehrer an der Universität Mainz.

## Leben
Rolle wuchs zunächst in seiner Heimatstadt Breslau auf, legte sein Abitur dann aber in Soest ab. Nach einem Redaktionsvolontariat absolvierte er ein Studium der Anglistik, Germanistik und Philosophie in Münster. Er war von 1959 bis 1960 Junior Instructor an der Johns Hopkins University, Baltimore. 1961 wurde er an der Universität Münster promoviert und war unmittelbar im Anschluss bis 1968 Wissenschaftlicher Assistent am Englischen Seminar der Universität Münster.
1968 habilitierte er sich in Englischer Philologie an dieser Universität. Von 1968 bis 1969 wirkte Rolle als Lehrstuhlvertreter an der Universität Köln. Ab 1969 war er Diätendozent an der Universität Münster. Von 1969 bis 1973 wirkte er als ordentlicher Professor an der Ruhr-Universität Bochum. 1972 bis 1973 war er Visiting Professor an der St. Louis University.
Seit 1973 und bis zu seiner Emeritierung 1995 war Rolle ordentlicher Professor an der Universität Mainz.

## Veröffentlichungen (Auswahl)
- Fielding und Sterne; Untersuchungen über die Funktion des Erzählers. Münster, Aschendorff, 1963.
- Ingenious structure; die dramatische Funktion der Sprache in der Tragödie der Shakespearezeit. Heidelberg, C. Winter, 1971 (Habilitationsschrift).
- Die englische Literatur in Text und Darstellung, Bd. 5, 18. Jahrhundert, 1, hrsg. von Dietrich Rolle. Stuttgart: Reclam, 1982.

## Ehrung
- Jan Eden Peters; Thomas Michael Stein (Hrsg.): Scholastic midwifery : Studien zum Satirischen in der englischen Literatur 1600–1800 : Festschrift für Dietrich Rolle zum 60. Geburtstag, Tübingen: Narr, 1989.